# Гика, Иван Карлович
Иван Карлович Гика (1756—?) — генерал-лейтенант (по другим данным, генерал от инфантерии), Смоленский военный губернатор (1800—1802).

## Биография
Иван Гика родился в 1756 году. Образование получил в греческой гимназии, куда поступил 1 января 1776 года. Через 5 лет, 1 января 1781 года, выпущен подпоручиком в Козловский мушкетёрский полк и 24 ноября того же года получил чин поручика. 1 января 1786 года произведён в капитаны. 22 января 1788 года переведён при производстве в секунд-майоры в Екатеринославский гренадерский полк.
Участник Русско-турецкой войны (1787—1791); при штурме Очакова был контужен в грудь. Премьер-майор — с 1791 года, капитан-поручик лейб-гвардии Преображенского полка — с 1792 года; капитан — с 1795, полковник — с 1796, генерал-майор — с 1798, генерал-лейтенант — с 5 января 1800 года (по другим данным, уже в 1799 году был произведён в генералы от инфантерии).
С 1799 по 1800 год был Псковским военным губернатором. 16 апреля 1800 года назначен Смоленским комендантом и шефом Смоленского гарнизона; а в июне — Смоленским военным губернатором.
Состоял также инспектором по инфантерии Смоленской инспекции. 23 июня 1802 года ему было «повелено состоять по армии», а 20 декабря того же года он уволен от службы по болезни, вызванной контузией, с мундиром и пенсионом половинного жалования.